# Стрепет-С
Стрепет-С — український багатоцільовий безпілотний літальний апарат виробництва ДП «Чугуївський авіаційний ремонтний завод».
Перший політ відбувся в 2006 році. Інформація щодо серійного виробництва або впровадження відсутня.

## Опис
Призначений для моніторингу різних об'єктів, розвідки і спостереження, рятувальних та спеціальних операцій, патрулювання, виконання завдань РЕБ та супроводження рухомих об'єктів з передачею даних у режимі реального часу на наземний пункт управління.
Стрепет-С оснащений системою, яка дозволяє йому перебувати в повітрі і виконувати поставлене завдання за встановленою програмою практично без участі людини. Він орієнтується в просторі за GPS-сигналами, до того ж різних операторів. У разі зникнення одного з них здатний перейти на дублюючий, не збиваючись з курсу. Літак може виконувати польоти вночі і в складних метеоумовах. На БПЛА встановлено тепловізор.
Двигун Стрепет-С розроблений і випускається на Чугуївському авіаційному ремонтному заводі (ЧАРЗ).

## Історія
- У 2006 році Стрепет-С здійснив перший політ.

- У 2007 році був представлений на МАКС-2007.[2]

- У 2008 році БПЛА був показаний міністру оборони України Юрію Єханурову і отримав позитивну оцінку.[3]

- У жовтні 2010 року ДП «Чугуївський авіаційний ремонтний завод» підписав меморандум про співпрацю з компанією Sagem (Париж, Франція) про спільну розробку та виробництво БПЛА.[4]

## Характеристики
За даними концерну «Авіавоєнремонт»:
- Розмах крила: н/д м
- Довжина літака: 3,2 м
- Висота: 1,3 м
- Вага:
  - порожнього: н/д
  - максимальна злітна вага: 200 кг
- Вантажопідйомність: 50 кг
- Тип двигуна: н/д
- Потужність: н/д к.с.
- Витрата палива в крейсерському режимі: 2,8 кг/год
- Максимальна швидкість: 305 км/год
- Крейсерська швидкість: 180 км/год
- Мінімальна швидкість: 85 км/год
- Максимальна дальність польоту: 3000 км
- Радіус: 1000 км
- Тривалість польоту: до 16 год
- Практична стеля: 6000 м